# Chaetodipterus lippei
Chèvre de mer noire
Espèce
Statut de conservation UICN

 LC  : Préoccupation mineure
Chaetodipterus lippei, la Chèvre de mer noire, est une espèce de poissons marins et d'eau saumâtre de la famille des Ephippidae.

## Description
Chaetodipterus lippei peut mesurer jusqu'à 31 cm de longueur totale mais sa taille habituelle est d'environ 20 cm.

## Répartition
Ce poisson se rencontre dans l'Atlantique est, depuis les côtes du Sénégal et du Cap-Vert jusqu'à celles de l'Angola et a été observé dans l'estuaire du fleuve Niger. Il est présent entre 10 et 50 m de profondeur.

## Systématique
Le nom valide complet (avec auteur) de ce taxon est Chaetodipterus lippei Steindachner, 1895,.
Ce taxon porte en français le nom vernaculaire ou normalisé suivant : Chèvre de mer noire,.
Chaetodipterus lippei a pour synonyme :
- Ephippus lippei (Steindachner, 1895)

### Étymologie
Son épithète spécifique, lippei, lui a été donnée en l'honneur du « Dr. Lippe » qu a collecté un spécimen de ce poisson à Freetown (Sierra Leone), durant un voyage à bord du SM Helgoland. 

### Publication originale
- (de) Franz Steindachner, « Vorläufige Mittheilung über einige neue Fischarten aus der ichthyologischen Sammlung des k. k. naturhistorischen Hofmuseums in Wien », Anzeiger der Kaiserlichen Akademie der Wissenschaften, Wien, Mathematisch-Naturwissenschaftliche Classe, Vienne, vol. 32, no 18,‎ 1895, p. 180-183 (lire en ligne, consulté le 13 janvier 2025).